# 龍の忍者
『龍の忍者』（りゅうのにんじゃ、原題：龍之忍者、英題：Ninja in the Dragon's Den）は1982年の香港映画。思遠影業公司（シーゾナル・フィルム社）製作。
真田広之の海外進出第1弾作品である。

## あらすじ
父の仇を追って中国へ渡った青年忍者が、父の仇を慕う現地青年と死闘を繰り広げ、やがて本当の大きな悪に対峙する。

## キャスト
- 玄武：真田広之（真田広之）
- 孫靖：コナン・リー（石丸博也）
- 茜：津島要
- 福佐：田中浩
- ウォン・チェンリー（池田勝）
- タイ・ポー（田中亮一）
- チェン・ヨンウェン（千葉耕市）
- チン・ロン（鈴置洋孝）

※日本語吹替: TBS「月曜ロードショー」(1983年9月5日放送)

## スタッフ
- 監督・脚本・アクション監督：ユアン・ケイ（元奎）
- プロデュース・脚本：ウー・スー・ユエン（呉思遠）

日本ユニット
- 制作協力：東映京都撮影所、サニ千葉エンタープライズ、ジャパンアクションクラブ
- プロデュース：杉山義彦、佐藤雅夫
- 技斗：斉藤一之
- 主題歌：「THE LEGEND OF THE NINJA」「シルバームーン」

作詞：ケーシー・ランキン　作曲・編曲：ジョン・スコット　歌唱：アルフレッド・チェン・シンガーズ

## 映像ソフト
| 発売日         | レーベル                   | 規格 | 規格品番  | 備考 |
| -------------- | -------------------------- | ---- | --------- | ---- |
| 1984年11月21日 | 東映                       | VHS  | TE-B052   |      |
| 2011年2月25日  | ビクターエンタテインメント | DVD  | VSBS-2001 |      |